# Махамбетський сільський округ (Байтерецький район)
Махамбе́тський сільський округ (каз. Махамбет ауылдық округі, рос. Махамбетский сельский округ) — адміністративна одиниця у складі Байтерецького району Західноказахстанської області Казахстану. Адміністративний центр — село Махамбет.
Населення — 2491 особа (2021; 2279 у 2009, 2440 у 1999, 2791 у 1989).
Станом на 1989 рік існувала Ждановська сільська рада (села Горбуново, Кожевниково, Лівкіно, Павлово, Чапово) колишнього Приурального району, з 1993 року — Чаповський сільський округ. Пізніше село Лівкіно передано до складу Деркульської селищної адміністрації Уральської міської адміністрації. 2004 року Чаповський сільський округ отримав сучасну назву.

## Склад
До складу округу входять такі населені пункти:
| Населений пункт   | Старі назви | Населення, осіб (1989) | Населення, осіб (1999) | Населення, осіб (2009) | Населення, осіб (2021) |
| ----------------- | ----------- | ---------------------- | ---------------------- | ---------------------- | ---------------------- |
| Горбуново, село   | -           | 342                    | 247                    | 123                    | 122                    |
| Кожевниково, село | -           | 328                    | 210                    | 69                     | 6                      |
| Махамбет, село    | Чапово      | 1728                   | 1674                   | 1859                   | 2206                   |
| Павлово, село     | -           | 393                    | 309                    | 228                    | 157                    |